# Lindneromyia ubumnyma
Lindneromyia ubumnyma är en tvåvingeart som först beskrevs av Kessel och Clopton 1970.  Lindneromyia ubumnyma ingår i släktet Lindneromyia och familjen svampflugor. Inga underarter finns listade i Catalogue of Life.